# Desertoniscus elongatus
Desertoniscus elongatus is een pissebed uit de familie Trachelipodidae. De wetenschappelijke naam van de soort is voor het eerst geldig gepubliceerd in 1945 door Borutzkii.